# Grand Prix moto de France 1954
Le Grand Prix moto de France 1954 est la première manche du Championnat du monde de vitesse moto 1954. La compétition s'est déroulée le 29 au 30 mai 1954 sur le Circuit de Reims-Gueux. C'est la 24e édition du Grand Prix moto de France et la 3e édition comptant pour le championnat du monde.

## Résultats des 500 cm³
| Pos  | Pilote            | Moto      | Temps/Écart       | Points |
| ---- | ----------------- | --------- | ----------------- | ------ |
| 1    | Pierre Monneret   | Gilera    | 1 h 25 min 29 s 5 | 8      |
| 2    | Alfredo Milani    | Gilera    | +16 s 5           | 6      |
| 3    | Jacques Collot    | Norton    | +2 tours          | 4      |
| 4    | Luigi Taveri      | Norton    | +2 tours          | 3      |
| 5    | Bob Matthews      | Norton    | +3 tours          | 2      |
| 6    | Cyril Julian      | Norton    | +3 tours          | 1      |
| 7    | Pierre Cherrier   | Norton    | +4 tours          |        |
| 8    | Barry Stormont    | BSA       | +4 tours          |        |
| 9    | Roland Gauch      | AJS       | +6 tours          |        |
| 10   | Bruno Böhrer      | Horex     | +6 tours          |        |
| 11   | Barry Haynes      | BSA       | +6 tours          |        |
| 12   | Geoff Duke        | Gilera    | +7 tours          |        |
| Abd. | Firmin Dauwe      | Norton    | Abandon           |        |
| Abd. | Robin Fitton      | Velocette | Abandon           |        |
| Abd. | Roy Godwin        | Norton    | Abandon           |        |
| Abd. | William Hall      | Norton    | Abandon           |        |
| Abd. | Jean-Pierre Bayle | Norton    | Abandon           |        |
| Abd. | Brian Duffy       | Norton    | Abandon           |        |
| Abd. | Alfredo Flores    | Norton    | Abandon           |        |
| Abd. | Hans Haldemann    | Norton    | Abandon           |        |
| Abd. | Reg Armstrong     | Gilera    | Abandon           |        |
| Abd. | Charles Bruguière | AJS       | Abandon           |        |
| Abd. | Rally Dean        | Norton    | Abandon           |        |
| Abd. | Francis Flahout   | BMW       | Abandon           |        |
| Abd. | Auguste Goffin    | Norton    | Abandon           |        |

## Résultats des 350 cm³
| Pos | Pilote            | Moto      | Temps             | Points |
| --- | ----------------- | --------- | ----------------- | ------ |
| 1   | Pierre Monneret   | AJS       | 1 h 17 min 40 s 7 | 8      |
| 2   | Auguste Goffin    | Norton    | +22 s 5           | 6      |
| 3   | Bob Matthews      | Velocette | +23 s 5           | 4      |
| 4   | Jacques Collot    | Norton    | +2 min 31 s 8     | 3      |
| 5   | Barry Stormont    | BSA       | +3 min 17 s 8     | 2      |
| 6   | Firmin Dauwe      | Norton    | +1 tour           | 1      |
| 7   | Bill Hall         | Norton    | +1 tour           |        |
| 8   | Robin Fitton      | AJS       | +1 tour           |        |
| 9   | Brian Duffy       | Velocette | +1 tour           |        |
| 10  | Jacques Insermini | Norton    | +1 tour           |        |
| 11  | Whelan            | AJS       | +2 tours          |        |
| 12  | Haynes            | AJS       | +2 tours          |        |
| 13  | Wood              | Norton    | +3 tours          |        |
| 14  | Brugner           | AJS       | +5 tours          |        |
| 15  | ...               | ...       |                   |        |

## Résultats des 250 cm³
| Pos | Pilote              | Moto       | Temps         | Points |
| --- | ------------------- | ---------- | ------------- | ------ |
| 1   | Werner Haas         | NSU        | 55 min 06 s 7 | 8      |
| 2   | Hermann Paul Müller | NSU        | +0 s 3        | 6      |
| 3   | Rupert Hollaus      | NSU        | +34 s 8       | 4      |
| 4   | Hans Baltisberger   | NSU        | +1 min 57 s 5 | 3      |
| 5   | Tommy Wood          | Moto Guzzi | +2 tours      | 2      |
| 6   | Lanfranco Baviera   | Moto Guzzi | +3 tours      | 1      |
| 7   | Pierre Collignon    | Moto Guzzi | +3 tours      |        |
| 8   | Jean-Pierre Bayle   | Moto Guzzi | +3 tours      |        |
| 9   | Rudi Meier          | Adler      | +3 tours      |        |
| 10  | Hubert Luttenberger | Adler      | +3 tours      |        |
| 11  | René Guerin         | Moto Guzzi | +4 tours      |        |
| 12  | ...                 | ...        |               |        |